# 351

## Починали
- Марцелин, римски военачалник